# Trentasei nuovi immortali della poesia
I Trentasei nuovi immortali della poesia (新三十六歌仙 Shin Sanjūrokkasen) è un elenco antologico che riunisce i migliori esponenti della poesia medievale giapponese. È stato creato per aggiornare l'elenco dei Trentasei immortali della poesia realizzato da Fujiwara no Kintō, a metà dell'era Heian (inizio dell'XI secolo).
Ci sono almeno due elenchi dei "nuovi immortali":
- Uno realizzato da Fujiwara no Mototoshi, alla fine dell'era Heian.
- Uno realizzato in modo anonimo in mezzo all'era Kamakura.

## I Trentasei nuovi immortali della poesia
Il termine di solito si riferisce al secondo elenco, dell'era Kamakura:
1. Imperatore Go-Toba
2. Imperatore Tsuchimikado
3. Imperatore Juntoku
4. Imperatore Go-Saga
5. Principe Masanari
6. Principe Munetaka
7. Principe Dōjonyūdō
8. Principessa Shikishi
9. Kujō Yoshitsune
10. Kujō Michiie
11. Saionji Kintsune
12. Koga Michiteru
13. Saionji Saneuji
14. Minamoto no Sanetomo
15. Kujō Motoie
16. Fujiwara no Ieyoshi
17. Jien
18. Gyōi
19. Minamoto no Michitomo (Horikawa Michitomo)
20. Fujiwara no Teika
21. Hachijō-in no Takakura
22. Fujiwara no Toshinari no Musume
23. Kunaikyō
24. Sōhekimon'in no Shōshō
25. Fujiwara no Tameie
26. Asukai Masatsune
27. Fujiwara no Ietaka
28. Fujiwara no Tomoie
29. Fujiwara no Ariie
30. Hamuro Mitsutoshi
31. Fujiwara no Nobuzane
32. Minamoto no Tomochika
33. Fujiwara no Takasuke
34. Minamoto no Ienaga
35. Kamo no Chōmei
36. Fujiwara no Hideyoshi